# Thelma (Vorname)
Thelma ist ein weiblicher Vorname, der insbesondere im englischen Sprachraum vorkommt.

## Herkunft
Der Name Thelma wurde von der britischen Schriftstellerin und Okkultistin Marie Corelli für den Roman Thelma (1887) geschaffen. Die Hauptfigur ist eine Norwegerin, aber der Name selbst ist nicht norwegisch. Eine Ableitung von griechischen θέλημα Thelema „Wunsch, Wille“, was auch ein okkultistischer Fachbegriff ist, gilt als unwahrscheinlich.

## Varianten
Telma

## Namensträgerinnen
- Thelma Aldana (* 1955), ehemalige Generalstaatsanwältin von Guatemala
- Thelma Aoyama (* 1987), japanische Pop- und R&B-Sängerin
- Thelma Buabeng (* 1981), in Ghana geborene deutsche Schauspielerin
- Thelma Carpenter (1922–1997), US-amerikanische Jazzsängerin und Schauspielerin
- Thelma Furness, Viscountess Furness (1904–1970), US-amerikanische High-Society Lady, Schauspielerin und Mätresse von König Eduard VIII.
- Thelma Gracen (1922–1994), US-amerikanische Pop- und Jazz-Sängerin
- Thelma Grigg (1911–2003), australische Film- und Theaterschauspielerin
- Thelma Hopkins (1936–2025), britische Leichtathletin
- Thelma Houston (* 1946), US-amerikanische Sängerin
- Thelma Kingsbury (1911–1979), englische Badmintonspielerin
- Thelma Coyne Long (1918–2015), australische Tennisspielerin
- Thelma Ritter (1902–1969), US-amerikanische Schauspielerin
- Thelma Schoonmaker (* 1940), US-amerikanische Filmeditorin
- Thelma Sutcliffe (1906–2022), US-amerikanische Altersrekordlerin
- Thelma Terry (1901–1966), US-amerikanische Jazzmusikerin und Bandleaderin
- Thelma Thall (* 1924), amerikanische Tischtennisspielerin
- Thelma Todd (1906–1935), US-amerikanische Schauspielerin
- Thelma White (1910–2005), US-amerikanische Schauspielerin
- Thelma Wood (1901–1970), US-amerikanische Silverpoint-Künstlerin und Bildhauerin